# Wakatobi
Wakatobi – archipelag położony na Morzu Flores, na południowy wschód od wyspy Sulawesi w Indonezji. Archipelag tworzą cztery duże wyspy (Wangi Wangi, Kaledupa, Tomia i Binongko) i kilka małych. Nazwę Wakatobi utworzono z pierwszych dwóch liter nazw czterech większych wysp. Wyspy wchodzą w skład Parku Narodowego Wakatobi.
W 2001 na wyspie Tomia powstał dwukilometrowy, prywatny pas startowy umożliwiający loty czarterowe.
Na Wakatobi funkcjonuje dobrze rozwinięta baza nurkowa (Wakatobi Dive Resort). Jej założyciele i miejscowa gmina zawarli układ w sprawie zabezpieczenia i ochrony środowiska. Nazwano to programem współdziałania w celu ochrony rafy: Collaborative Reef Conservation Program. W 2005 r. uhonorowano bazę nagrodą PADI „Project Aware Environmental Award”.